# الشجعان السبعة
الشجعان السبعة (بالصيني:葫芦兄弟 ومعروف أيضاً باسم:葫芦娃 إنجليزي: Calabash Brothers) هو مسلسل رسوم متحركة صينية التي انتجتها Shanghai Animation Film Studio وهو معروف أيضاً بأسماء عده مثل "Bottle Gourd Brothers", "Hulu Brothers" and "Seven Brothers".

## القصة
تقول الأسطورة ان اثنين من الشياطين مسجونين في جبال كالابش كالاباش جاف واحد بروح عقرب والاخر بروح أفعى. وفي أحد الأيام قام أحد الحيوانات بالخطأ ويطلق عليه بحيوان البنغول أو أم قرفة آكل النمل الحرشفي بحفر حفرة على الميل الذي يفصل الشيطانين مما أدى إلى هربهما من السجن فقاما يتخريب العديد من القرى تخريبًا فادحًا. ركض البنغول لإخبار الرجل العجوز الذي يعيش في القرية عما فعل وإن الحل الوحيد هوَ بزرع بذور الكالابش لتنبت سبع اخوة يقومون بتخليص الجميع من خطر العفريتين، فيقوم الرجل العجوز الطيب، بزرع البذور لتنبت سبعة صغار هم الاخوة السبعة بسبع ألوان هي قوس قزح ليتحدوا معًا ويقومون بتخطيط مهمة للقضاء على شر الشيطانين، في 13 حلقة من المغامرة الطويلة.

## الشخصيات

### الأخوه السبعة
الأخ الأكبر (الأحمر) : لديه قوة عظيمه وقادر على تكبير نفسه إلى أبعاد هائلة في الإرادة. وهو عنيد جداً، وإن كان ساذجا بعض الشيء